# ممر يوغوسكا
ممر يوغوسكا هو ممر جبلي يقع على ارتفاع 805م فوق مستوى سطح البحر في جنوب غرب بولندا في جبال سوديت الوسطى، جبال ساوي. فروتسواف هي مدينة بولندية تقع في وسط أوروبا على نهر أودر في محافظة سيليزيا السفلى في جنوب غرب بولندا، وهي أكبر مدينة في غرب بولندا،و يعتبر فروتسواف العاصمة التاريخية لسيليزيا وسيليزيا السفلى وهي واحدة من أقدم مدن بولندية وهي اليوم عاصمة المحافظة سيليزيا السفلى. يشار إلى فروتسواف لقب (فينيسيا بولندا) بسبب وجود العديد من الجسور والممرات
كانت فروتسواف جزءاً من مملكة بولندا وبوهيميا والمجر (1469-1490)، والإمبراطورية النمساوية، بروسيا، وألمانيا؛ أصبحت جزءا من بولندا مرة أخرى في عام 1945، وذلك نتيجة للتغيرات الحدود بعد الحرب العالمية الثانية. في عام 2013 بلغ عدد سكانها 632067 نسمة، مما يجعلها رابع أكبر مدينة في بولندا والخامسة من حيث المساحة - 293 كم. ويصنف فروتسواف كمدينة العالمية من قبل GaWC، مع ترتيب الاكتفاء عالية.
كانت فروتسواف المدينة المضيفة من بطولة الأوروبية عام 1963، لكرة السلة بطولة الأوروبية عام 2009، بطولة كرة الطائرة الأوروبي للسيدات 2009، كأس الأمم الأوروبية 2012 و2013 بطولة العالم لرفع الاثقال؛ وسوف تستضيف 2014 FIVB الرجال في بطولة العالم للكرة الطائرة 2016، وبطولة أوروبا لكرة اليد للرجال في عام 2017، والألعاب العالمية وهي مسابقة في 37 رياضة التخصصات غير الأولمبية. وقد تم اختيار المدينة كعاصمة للثقافة الأوروبية عام 2016، عاصمة عالمية للكتاب 2016 واستضافة جوائز الفيلم الأوروبي عام 2016.